# Side-Bike
Side-Bike est un constructeur français de side-cars et de trikes, créé en 1986 par Jean-Claude Perrin et par la société S2I, détenue alors par Pierre Lamouille (en 2018, PDG de la société Everset, cotée en bourse).

## Modèles

### Side-cars

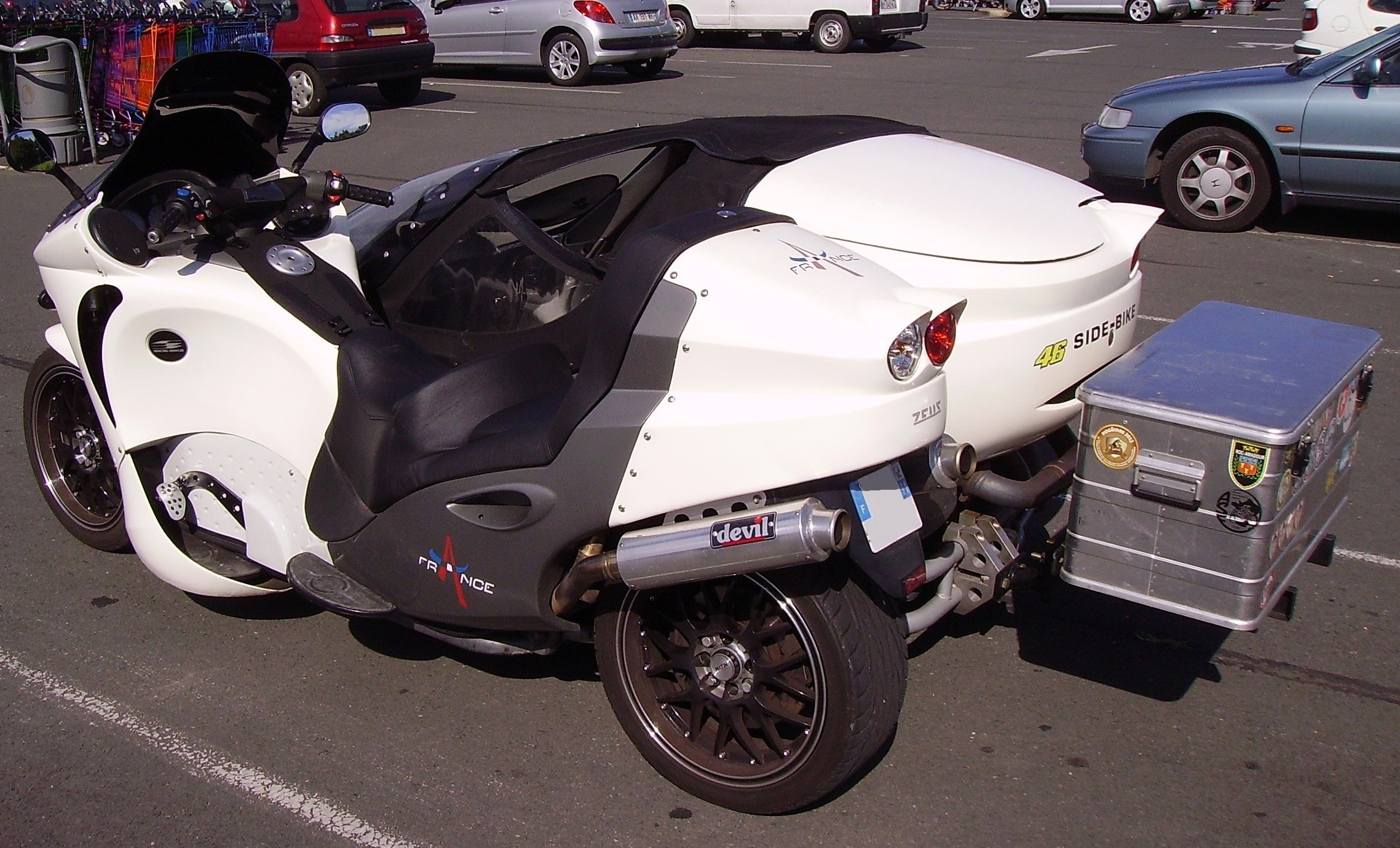
Side-Bike Zeus.

Les modèles par ordre chronologique de création : 
- Comète exclusivement sur moto Yamaha 1200 FJ[1] - Date de lancement 1988 - roue du side car directrice
- Comanche[1] exclusivement sur moto Yamaha 1200 FJ : Date de lancement 1989 - roue directrice
- Méga-Comète[1] sur Yamaha 1200 FJ - Date de lancement 1991.
- Toro sur moto Yamaha XT 650 ou 850TDM : date de lancement 1990 side-car articulé et fourche d'origine sur la moto. (inclinaison du side dans les virages)[1]
- Méga-Comète sur Yamaha 1000 GTS)[2]- Date de lancement 1993
- Renaissance[1] : Roue articulée mais avec fourche d'origine, sur divers types de moto
- Kyrnos (Yamaha 900 Diversion)[1] : date de lancement 1995. Roue du side-car à cinématique  variable

- Zeus (de)[3], produit de 2001 à 2012 ; animé par un moteur de voiture (Peugeot 206/16s) placé dans le coffre du panier[2],[4].

### Trike
- Celtik, apparu en 2005[1] ou 2008[2] ; moteur de Peugeot 206/16s, boîte séquentielle, à trois roues directrices

## Brevets
Déposé le 23 oct 1990 : Brevet numéro FR2668112 : "Side-car inclinable"
Déposé le 24 sept 1999 : Brevet numéro FR2798900 "Side-car à moteur arrière transversal"
Déposé le 27 juillet 2004 : Brevet numéro FR2873647 : "Véhicule motorisé à trois roues"

## Historique

### Période 1986 - 2002
Quatre années après sa création, Pierre Lamouille cède la totalité des actions détenues par sa société S2I, (95%) à la société GMP Finance, holding créé à cet effet,
En cette année 1992, Side Bike a 5 employés et Jean Claude Perrin est le Directeur général avec près de 5% du capital.
De 1986 à 1992, quatre modèles sont mis sur le marché : Comète, Comanche, Méga Comète sur FJ 1200 et le Toro.
Tous les modèles sont dessinés par Dom Corrieras.
À l’exception du Toro et du Renaissance, tous les noms de side-car proposés par Dominique Corrieras commencent par "CO", faisant un clin d’œil à son nom de famille. Le Kyrnos n'échappe pas à la règle, puisque Krynos signifie "Corse"
Le 1er avril 1997, dans le but de pérenniser l'entreprise et à la demande expresse de Jean Claude Perrin, GMP Finance lui cède à crédit 20,6% des actions.
Sous le contrôle de GMP Finance, la société connait un fort développement.
Elle passe de 5 à 15 personnes en juin 2002, investit plus de 350 000 euros dans le développement du Zeus, faisant l'objet d'un brevet, et construit un nouveau bâtiment dans la zone industrielle de Moirans, L'investissement de ce bâtiment ne fut possible que grâce au cautionnement financier de la holding et de ses actionnaires.
Achevé fin 2000, le Zeus numéro 47 sort des ateliers en juin 2002.
En plein essor de la société et à la veille d'un avenir prometteur, pour des raisons peu connues, Jean Claude Perrin annonce sa démission en juillet 2002.
C'est le début de 2,5 mois de tourmentes, où Jean Claude Perrin appelle les clients de Side Bike et les sous-traitant à se mêler aux négociations avec la direction,.
Le conflit se termine la nuit du 13 au 14 septembre 2002, lors d'un conseil d'administration marathon et sous la pression de manifestants venus soutenir Jean Claude Perrim, GMP Finance cède alors 73,4% des actions. La transaction entre le PDG de GMP Finance et Jean Claude Perrin est signée le 15 septembre 2002 à Colombe, pour la modique somme de 38 112,25 Euros, payable en plusieurs années.
À la suite de ce conflit, Jean Claude Perrin devient propriétaire à 99% des actions de Side Bike. Très peu de mois après cette opération, une partie des actions est recédée à un autre industriel.

### Période après  2002
Sous la direction de Jean Claude Perrin, Side-Bike connait encore différents imbroglios humains et financiers avant une première liquidation judiciaire en 2007.
Un autre montage financier est fait pour faire naitre Le Celtik, un trike sans aucun succès commercial.
C’est un des principaux concessionnaires de Side Bike, Jean-Marc Muller qui reprend le capital en  2011 et la société se nomme alors JM Side Bike et est inscrite avec un capital de 140 000 euros. Dans un ultime souffle, est lancée une toute petite série de Méga-Comète sur 1300 XJR, rebaptisés Mega 2 Legend.
Mis en liquidation judiciaire le 27/09/2011. JM Side-Bike est placé en redressement judiciaire le 23 octobre 2012 .
L'entreprise a été relancée sous le nom de SN Side-Bike, une société créée le 6 mars 2007, dans laquelle apparaissent les frères Christe, un sous-traitant historique de Side-Bike.
La gestion de Jean Claude Perrin s'est officiellement terminée le 14 octobre 2014, laissant derrière elle des promesses et des rêves faits à des milliers de clients. Le groupe "Yahoo Zeuspassion" continue toutefois à diffuser des messages en février 2019.
En 2024 une  association regroupant les utilisateurs de Side-Bike est active:  Club Side-Bike forum actif. Elle publie sur son site des photos de l'ensemble des modèles nommés.

Depuis 2002, après le départ de GMP Finance, aucun nouveau modèle de side-car n'a été produit par l'entreprise Side Bike.

## Modèles
- 1987 : Le Comète
- 1989 : Le Comanche
- 1991 : Le Méga-Comète
- 1991 : Le Toro
- 1995 : Le Kyrnos
- 1997 : Le Renaissance
- 2001 : Le Zeus
- 2008 : Le Celtik